# Necydalis choui
Necydalis choui är en skalbaggsart som beskrevs av Tatsuya Niisato 2004. Necydalis choui ingår i släktet stekelbockar, och familjen långhorningar. Inga underarter finns listade i Catalogue of Life.